# Шохола
Шохола (англ. Shohola Township) — тауншип в округе Пайк штата Пенсильвания в Соединённых Штатах Америки. По данным переписи 2000 года численность населения составляла 2088 человек.

## История
Поселение в Шохола было основана в 1772 году. Поселок площадью 45 квадратных миль располагался у реки Делавэр. Хотя поначалу в этом районе было всего несколько ферм, рост начался с появлением железной дороги Эри в 1848 году.
Шохола — индейское имя, означающее «место мира».

## География
По данным Бюро переписи населения США, общая площадь тауншипа составляет 118,8 квадратных километров, из которых 115,6 квадратных километров — это земля и 3,2 квадратных километров — вода.

## Демография
По данным переписи населения 2000 года в поселке проживало 2088 человек, насчитывалось 836 домохозяйств и 585 семей.
Плотность населения составляла 46,8 жителей на одну квадратную милю. Насчитывалось 3089 единиц жилья при средней плотности 69,2 единиц в расчете на одну квадратную милю. Расовый состав населения тауншипа: 97,99% — белые, 0,14% — афроамериканцы, 0,10% — коренные американцы, 0,34% — азиаты, 0,86% — представители других рас и 0,57% — представители двух или более рас. 3,64% населения составляли испаноязычные или латиноамериканцы любой расы. В результате переписи было выявлено 836 домохозяйств, из которых в 30,5% проживали дети в возрасте до 18 лет, в 61,6% — супружеские пары, живущие вместе, в 6,7% домохозяйства возглавляла женщина без мужей, а в 30,0% домохозяйств не было семей. 26,2% всех домохозяйств состоят из отдельных лиц. 
В 10,4% домохозяйств жильцы были в возрасте 65 лет и старше. Средняя численность домохозяйства составила 2,47 человек, а средний размер семьи — 2,98 человек. В тауншипе население распределялось следующим образом: 24,4% — моложе 18 лет, 4,3% населения — от 18 до 24 лет, 26,1% проживающих — от 25 до 44 лет, 27,9% жителей — от 45 до 64 лет и 17,3% жителей тауншипа — в возрасте от 65 лет. Средний возраст жителя — 42 года. На 100 женщин приходилось 97,9 мужчин. На каждые 100 женщин в возрасте 18 лет и старше приходилось 99 мужчин. Средний доход домохозяйства в тауншипе составил 41 593 доллара в год, а средний доход семьи — 46 207 долларов в год. Средний доход мужчин составил 38 080 долларов, а женщин — 28 750 долларов в год. Доход на душу населения в поселке составил 20 840 долларов. 6,2% населения и 4,2% семей находились за чертой бедности. Из общей численности населения 8,5% лиц моложе 18 лет и 5,9% лиц в возрасте 65 лет и старше жили за чертой бедности.
В 2024 году население составило 2625 человек.

## Зона отдыха водопадов Шохола
Неподалеку от трассы US Route 6 в Шохоле находится система водопадов Шохола. Водопады представляют собой многоуровневый каскад водопадов, вытекающих из ручья Шохола и продолжающихся вниз по реке. Для посетителей предусмотрена кольцевая пешеходная тропа протяженностью 8,2 мили.

## Известные жители
- Смоки Джо Вуд, бейсбольный питчер[14].
- Уильям Бросс, политик[15].

## Отражение в литературе
Водопад Шохола отражен в романе Shohola Falls под авторством Майкла Пирсона.
Роман написан в 2003 году и представляет реальную историю Томаса Бланкеншипа, молодого человека, на основе которого Марк Твен создал персонажа Гека Финна в своем романе «Приключения Гекльберри Финна». В Shohola Falls Марк Твен представлен как важный персонаж, вымышленная реальность соответствует исторической.
Майкл Пирсон родился в 1949 году и является автором пяти книг. Помимо Shohola Falls, он написал четыре научно-популярных произведения: Imagined Places: Journeys into Literary America, A Place That's Known: Essays (1994), John McPhee (1997) и Dreaming of Columbus: A Boyhood in the Bronx (1999).